# پامپد آپ کیکز
پامپد آپ کیکز یا لگد های پرقدرت (به انگلیسی pumped up kicks)ترانه ای از گروه ایندی پاپ آمریکایی ، فاستر دِ پیپل است. این آهنگ به عنوان اولین ترانه این گروه در سپتامبر ۲۰۱۰میلادی پخش شد و سال بعدش جزو EP Foster the people آنها و اولین آلبوم شان ، torches  در آمد. این آهنگ به پیشرو ترین اثر مشهور این گروه ، و یکی از معروف ترین موسیقی های سال ۲۰۱۱ میلادی تبدیل شد. این آهنگ توسط مارک فاستر  ، وقتی داشت روی یک جینگل تجاری کار می‌کرد نوشته و ضبط شد. متن ترانه برخلاف ترکیب موسیقی شاد،بیانگر افکار دیگر کشی و قتل عمد در ذهن جوانکی آشفته به نام رابرت می‌باشد.
ترانه مذکور توجه زیادی را پس از انتشار آنلاین در سال ۲۰۱۰ (به عنوان یک آهنگ رایگان)به خود جلب ، و به گروه فاستر د پیپل کمک کرد تا قراردادی برای ضبط چندین آلبوم با کلمبیا رکوردز ببندند. پامپد آپ کیکز ثابت کرد که یک اسلیپر هیت می‌باشد.در سال ۲۰۱۱ و پس از دفعات متمادی پخش در ایستگاه های رادیویی راک مدرن این آهنگ به یکی از پرطرفدار ترین ترَک های عصر معاصر در رادیو شد. این آهنگ برای ۸ هفته متوالی مقام سوّم بیلبورد هات ۱۰۰ در آمریکا را داشت؛این موضوع آهنگ مذکور را رتبه اول تک آهنگ های آلترنیتیوِ بیلبورد کرد. این آهنگ از زمان انتشار به شکل گسترده توسط منتقدان تحسین شد و گواهینامه استفاده در طیف وسیعی از رسانه های اجتماعی را دریافت کرد. همچنین "Pumped Up Kicks" نامزد دریافت جایزه گرمی برای بهترین اثر پاپ دو نفره/گروهی شد. این آهنگ همچنان موفق ترین تک آهنگ موفق گروه تا به امروز است.